# Elecciones presidenciales de Colombia de 1934
En 1934 se efectuaron elecciones para Presidente de la República de Colombia, para el periodo 1934-1938.

## Candidaturas

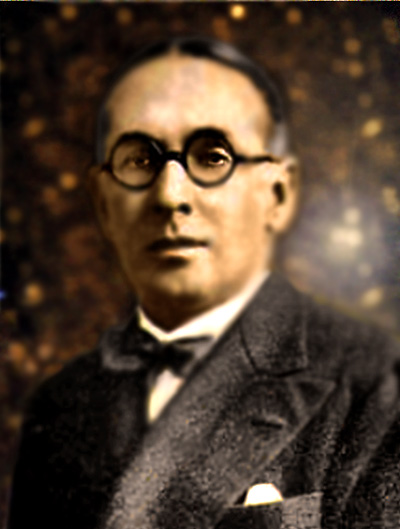
Alfonso López Pumarejo, presidente de Colombia de 1934 a 1938 y de 1942 a 1945.

### Partido Liberal
El Partido Liberal se encontraba en una cómoda situación desde el gobierno nacional y con mayorías en el Congreso, lo cual le permitió emprender una fuerte campaña en favor de su Jefe Único Alfonso López Pumarejo.

### Partido Conservador
Por su parte, el Partido Conservador, ante la situación de dificultad y falta de garantías electorales en todo el territorio, decidió no participar en la elección.

### Otras candidaturas
Solo el marginal y recientemente fundado Partido Comunista Colombiano presentó la candidatura simbólica del líder indígena Eutiquio Timoté.

## Resultados
| Candidato a presidente          | Partido o movimiento            | Votos   |
| ------------------------------- | ------------------------------- | ------- |
| Alfonso López Pumarejo          | Liberal                         | 938,808 |
| Eutiquio Timoté                 | Comunista                       | 3,401   |
| Otros votos, blancos y anulados | Otros votos, blancos y anulados | 1.427   |
| Total de votos válidos          | Total de votos válidos          | 942.209 |

La arrasadora victoria de López (con la mayor votación de la historia hasta ese momento) le permitió promover un paquete de grandes reformas durante su cuatrienio, con el absoluto respaldo del Congreso y la sociedad civil.